# Keesburg
Keesburg (auch Gartenstadt Keesburg, fälschlicherweise Sieboldshöhe) ist ein Stadtteil Würzburgs (Nr. 12) im Stadtbezirk Frauenland. Der Kern des Stadtteils wurde in den 1920er Jahren als Hindenburgsiedlung errichtet.

## Geografische Lage
Keesburg liegt am südöstlichen Rand des Stadtbezirks Frauenland, der im Osten von Würzburg verortet ist. Weiter im Norden ist das Kerngebiet des Stadtbezirks Frauenland um die Wittelsbacherstraße zu finden. Der Nordosten wird vom sogenannten Mönchberg eingenommen, der ebenfalls ein Stadtteil des Bezirks Frauenland ist. Östlich beginnt das Gemeindegebiet von Gerbrunn im Landkreis Würzburg, während im Südosten die Gemarkung Randersacker liegt. Weiter südlich, getrennt durch den Main, liegt Würzburg-Heidingsfeld. Der Westen wird von einem Großteil des Bezirks Sanderau eingenommen. 
Naturräumlich liegt die Gartenstadt Keesburg in einer Übergangszone. Die westlichen Bereiche um die Ebertsklinge können eindeutig dem Würzburger Talkessel (133.03) im Mittleren Maintal zugerechnet werden, der sich durch seine hohen Schwülegrade im Sommer auszeichnet. Die höhergelegenen Wohngebiete sind bereits Teil der Hochflächen im südlichen Maindreieck (134.11), die sich durch die jahrhundertealte landwirtschaftliche Nutzung durch den Menschen auszeichnen.

## Geschichte

### Die Keesburg
Die Geschichte des Stadtteils Keesburg begann mit der Errichtung eines Sommersitzes einer Würzburger Maurerfamilie auf dem Neuberg in den Jahren 1811/1812. Joseph Georg Kees errichtete ein Wohnhaus mit Gewölbekeller und mehreren benachbarten Stallungen. Die Familie Kees stammte aus Gaubüttelbrunn und übte bereits seit Generationen den Maurerberuf aus. Joseph Kees, der Vater des Joseph Georg, erbaute in Gaubüttelbrunn 1766 die Pfarrkirche, 1769 wurde die Kirche in Bütthard von ihm geschaffen.
Nach dem frühen Tod des Joseph Georg Kees übernahm seine Witwe Apolonia Kees das Anwesen und verpachtete es. Schnell etablierte sich in den Räumlichkeiten, die rasch eine Erweiterung erfuhren, ein Ausflugslokal mit Gastronomie. Um 1850 tauchte erstmal auch offiziell die Bezeichnung „Kessburg“ auf, die auf das herrschaftliche Erscheinungsbild des Anwesens und seine exponierte Lage auf dem Neuberg anspielte. Der Name war in der Folgezeit allerdings mehreren Änderungen unterworfen. So taucht beispielsweise 1867 die Bezeichnung Käsburg auf.
Der Tod der Apolonia Kees führte zu einer Versteigerung des Gutes. Der Privatier Bernhard Roth aus Frankfurt am Main, der 1857 bis 1866 im Besitz der Anlage war, ließ den Sommersitz in ein landwirtschaftliches Hofgut umwandeln. Der Ökonom Georg Popp (1866–1880) ließ die Baulichkeiten erweitern. Erstmals wurde unter Popp auch die sogenannte Sieboldshöhe bepflanzt und man übergab dem Würzburger Verschönerungsverein einen ehemaligen Steinbruch, der zu einer Grünanlage umgewandelt wurde („Poppsruhe“).
Im Jahr 1896 erwarb die Stadt Würzburg das Gut Keesburg für 71.879 Mark. Die Stadt plante auf den Feldern in der Umgebung des Gutes die Kehricht-Entsorgung der wachsenden Gemeinde zu zentralisieren. Die Aufgabe wurde aber an den jeweiligen Pächter der Anlage übertragen. Gleichzeitig wurde auch die Gastwirtschaft weiter betrieben. 1913 wurde die Keesburg an das städtische Wassernetz angeschlossen. Um das Gut Keesburg wuchs ab 1927 eine eigene Siedlung, der Hof selbst wurde 1945 von einer Sprenggranate getroffen und schließlich 1954/1955 abgerissen.

### Siedlungen nach dem Ersten Weltkrieg

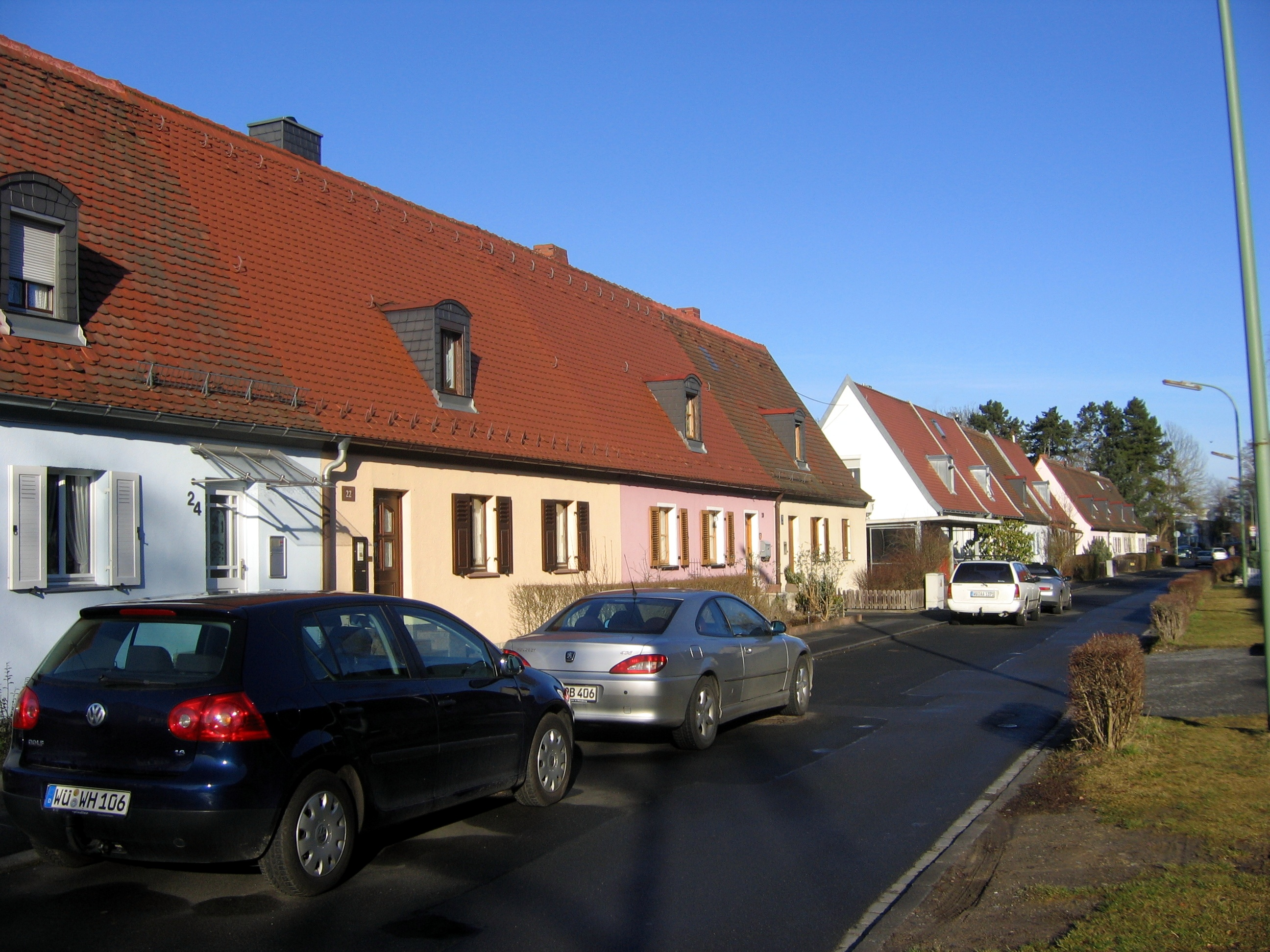
Bauten der Hindenburgsiedlung

Im Zuge der Weltwirtschaftskrise in den 1920er Jahren begann man für die notleidenden, unteren Bevölkerungsschichten, die nach dem Reichspräsidenten Paul von Hindenburg benannte „Hindenburg-Spenden-Aktion“ ins Leben zu rufen. Am 15. September 1927 stellte die Stadt Würzburg ein großes Baugrundstück an der heutigen Ecke Sanderroth-/Damaschkestraße zur Verfügung. Bereits in den Monaten zuvor gab es Planungen hier die sogenannte Hindenburg-Siedlung zu errichten. Ende April 1928 begannen die Bauarbeiten.
Der erste Bauabschnitt umfasste sechs Reihenhäuser und zehn Doppelhäuser an der heutigen Damaschkestraße. Schnell wurde Kritik an der Zimmeraufteilung der Gebäude laut. Die ersten Neusiedler erreichten die Hindenburg-Siedlung bereits im Dezember 1928. Gleichzeitig begannen Planungen der Gemeinnützigen Aktien-Gesellschaft für Angestellten-Heimstätten (GAGFAH) ebenfalls auf der Keesburghöhe einige Häuser zu errichten. Die GAGFAH-Siedlung bestand aus zehn Mehrfamilienhäusern, die für kleinere, städtische Angestellte vorgesehen waren.
Weitere Sozialwohnungsbau-Projekte wurden in der Folgezeit vorangetrieben. Bei der Einweihung der Hindenburg-Siedlung II im Jahr 1931 erhielten die Straßen Schanzstraße und Bodelschwingstraße ihre Namen. Ab 1936 entstand auch für die Kriegersiedlung Galgenberg, die eigentlich entlang der Rottendorfer Straße Häuser baute, ein Areal mit Wohnungen im Keesburggebiet. Weitere Wohnbauprojekte, die von den NS-Machthabern vorangetrieben wurden, konnten aufgrund des Kriegsausbruchs nicht fertiggestellt werden.

### Nationalsozialismus und Zweiter Weltkrieg
Die Keesburg wurde, wie die anderen Stadtteile Würzburgs, schnell in die NS-Organisationen einbezogen. Im Juli 1933 entstand in der Schanzstraße ein Hitler-Jugendheim. Am 1. April 1934 gründete sich eine NSDAP-Ortsgruppe Keesburg. 1935 wurden erstmals Pläne bekannt, wonach das Keesburg-Areal mit weiteren Kasernenneubauten erweitert werden sollte. Weitere Planungen sahen die Errichtung einer Gauschulungsburg auf dem Berg vor. Die Pläne wurden durch Kriegsausbruch nie realisiert.
Bereits 1939 kurz nach Kriegsausbruch wurden mehrere Splittergräben ausgehoben. Im Gut Keesburg selbst entstand ein Schutzbunker im Gewölbekeller. Die Luftangriffe amerikanischer und britischer Flieger konzentrierten sich ab 1944 zunehmend auf die Würzburger Altstadt, sodass die Keesburgsiedlung selten getroffen wurde. Bei den verheerenden Angriffen im März 1945 wurde das Gutshaus zerstört, daneben wurde das Haus Keesburgstraße 50 am Rande der Siedlung ein Raub der Flammen.

### Gartenstadt Keesburg
Unmittelbar nach Ende des Weltkrieges war die Wohnsituation im weitgehend zerstörten Würzburg katastrophal. Deshalb plante das Würzburger Bauamt unter der Leitung des Oberbaudirektors Anton Mokroß eine Wohnsiedlung zu errichten, die Platz für etwa 7000 Menschen bieten sollte. Dazu wollte man die bisher bestehenden Straßenzüge der Keesburg sukzessive erweitern. Mokroß plante eine sogenannte Gartenstadt mit vielen Grünflächen und unterschiedlichen Baugruppen. Pläne für die Errichtung eines solchen Stadtteils waren bereits im Nationalsozialismus verfolgt worden.
Ab 1950 begannen die Bauarbeiten in der Siedlung. Die Siedlung erfuhr in den folgenden Jahrzehnten Erweiterungen. So waren am 22. September 1961 etwa 150 bis 180 Wohnungen in der östlichen Gartenstadt zu vergeben. Die neuen Siedlungen wurden von Grünanlagen umgeben. Die letzte Erweiterung der Gartenstadt war im Jahr 1976 abgeschlossen. Heute bildet die Keesburg einen eigenen Stadtteil im Würzburger Stadtbezirk Frauenland.

## Kultur und Sehenswürdigkeiten

### Baudenkmäler

#### St. Alfons
Die katholische Alfonskirche in der Matthias-Ehrenfried-Straße bildet noch heute einen der baulichen Mittelpunkte der Keesburg. Die Planungen für einen Bau einer Kirche gehen bereits auf das Jahr 1941 zurück. Am 2. August 1953 erfolgte die Grundsteinlegung des Baus, der nach mehreren Wechseln im Patrozinium dem heiligen Alfons geweiht werden soll. Zunächst war neben der Kirche ein Redemptoristen-Kloster untergebracht. Im November 1954 wurde die Kirche eingeweiht.
St. Alfons präsentiert sich als Betonskelettbau in Form von einander durchdringenden ansteigenden Baukörpern mit Pultdach. Als Architekten konnte der Dombaumeister Hans Schädel gewonnen werden, der den Kirchenneubau im Bistum Würzburg während der Nachkriegszeit prägte. Besonders eindrucksvoll ist der Campanile mit seinen etwa 39 m. Der Chor wird von den großen, etwa 20 m hohen Glaswänden geprägt, die Licht in das Kircheninnere bringen. Um 1960 entstand in der Nachbarschaft ein Gemeindezentrum, welches ähnliche Gestaltungselemente aufweist.
Zentral im Kirchenbau brachte man 1954 ein Altarbild an, das vom Münchner Künstler Georg Meistermann geschaffen wurde. Meistermann stellte auf etwa 200 m² die Apokalypse des Johannes dar. Das Bild zeichnet sich vor allem durch seine Darstellung des Lichts aus, das im Gegensatz zur Dunkelheit gestellt wurde. Die unteren Teile des Gemäldes werden von einem gläsernen Meer beherrscht, das in seiner Mitte die Erde zeigt, auf der Ähren wachsen.

#### Bauten der Neuen Sachlichkeit

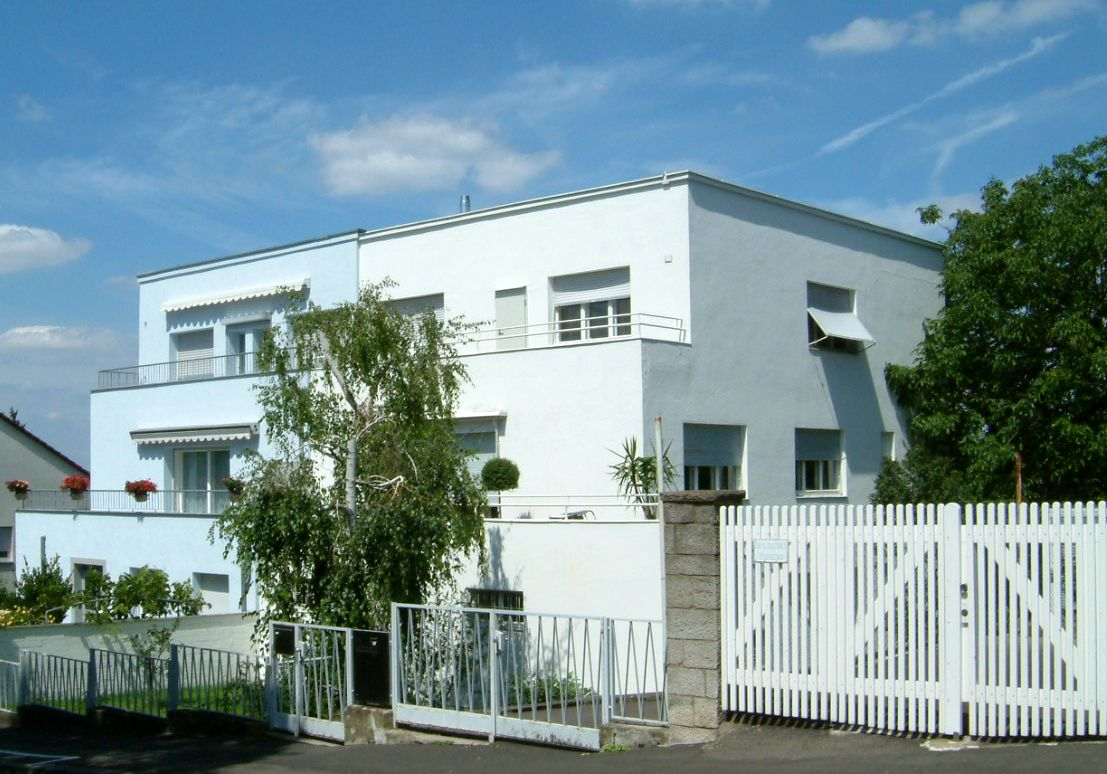
Villa der Neuen Sachlichkeit in der Keesburgstraße

Insbesondere entlang der Keesburgstraße und am Lerchenhain entstanden Ende der 1920er Jahre mehrere Häuser, die der Neuen Sachlichkeit zugerechnet werden können. Es handelt sich um zumeist dreigeschossige Villen mit Flachdächern und den charakteristischen, kubischen Formen. Für alle Häuser verantwortlich zeichnete der Architekt Peter Feile unter Mitarbeit von Walter Loos verantwortlich. Die Häuser im Lerchenhain waren lediglich als Musterhäuser geplant, wurden jedoch bei der ersten Präsentation September 1930 nicht häufiger angefragt.

#### Weitere Baudenkmäler
Die Keesburg wird heute von mehreren Baulichkeiten geprägt, die von den Baustilen des 20. Jahrhunderts inspiriert sind. Zu Beginn des 20. Jahrhunderts entstanden vor allem in der Edelstraße mehrere Villen des Historismus. Daneben sind vor allem am Rande des Viertels in der Erthal- und der Gegenbaurstraße Häuser im sogenannten Heimatstil zu finden. Zwei Villen in der Keesburgstraße können dem Jugendstil zugeordnet werden. 
Auf die bereits im Mittelalter erfolgte, landwirtschaftliche Erschließung des Areals verweisen dagegen mehrere Bildstöcke und Kleindenkmäler, die besonders typisch für die mainfränkische Landschaft sind. Darstellungen des Gekreuzigten oder Madonnenfiguren entstammen zumeist dem 18. Jahrhundert und wurden bei Rastplätzen oder als Mahnmale und Gedenkorte errichtet. Der Bestand dieser Kleindenkmäler in der Keesburg ist heute durch den wachsenden Individualverkehr bedroht.

### Auferstehungskirche
Ähnlich prägend wie der Turm der Alfonskirche ist auch der der lutherischen Auferstehungskirche in der Hans-Löffler-Straße, die allerdings nicht als Baudenkmal geführt wird. Bereits im Mai 1960 konnte von der Gemeinde ein Baugrundstück erworben werden, am 3. Dezember 1962 wurde die Einweihung der Kirche gefeiert. Die Kirche wurde vom Architekten Franz Lichtblau erbaut. Am 1. Dezember 1982 wurde die Auferstehungskirche Mittelpunkt einer eigenständigen, evangelischen Kirchengemeinde.
Die Kirche präsentiert sich als sechseckiger Kubus, da die Mittelkanten der Giebel nach außen gezogen wurden. Die Altarwand im Osten des Baus wurde mit Bruchsteinen aus Kalk errichtet. Hier ist der plastische Schmuck eingelassen, der den Innenraum prägt. Alle Figuren im Inneren wurden ebenfalls aus Kalkstein gebrochen, sodass ein passender Gesamteindruck entsteht. Dargestellt wurde die Szene der drei Frauen am Grab des Auferstandenen.

## Wirtschaft und Infrastruktur
Die Keesburg wurde in der Nachkriegszeit zu einem Stadtteil aufgewertet. Mit der Aufwertung ging auch ein bedeutender Ausbau der Infrastruktur einher. In der Hans-Löffler-Straße entstanden Supermärkte und einige Läden für die Grundversorgung der Bevölkerung, daneben siedelten sich Baulichkeiten der Universität und der Fachhochschule (Sanderheinrichsleitenweg) um die Wohngebiete am Neuberg an. Besonders bekannt ist die Keesburg heute für die Würzburger Volkssternwarte und die Wetterwarte am Neuberg. Bereits im Mittelalter (14. Jahrhundert) existierte der Weinberg im „Neuenberge“.

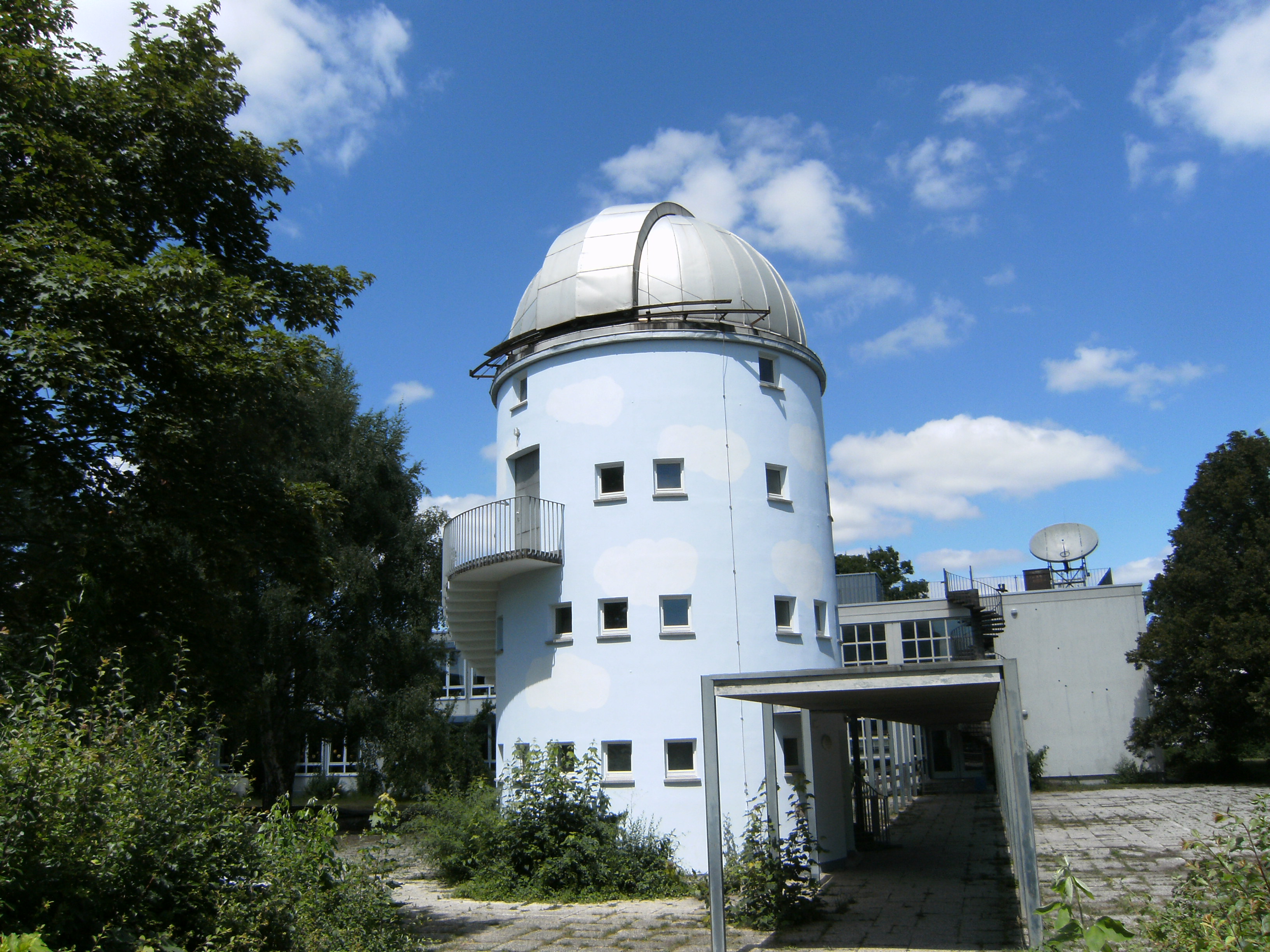
Volkssternwarte auf der Keesburg

### Goethe-Kepler-Schule und Volkssternwarte
Die Johannes-Kepler-Schule entstand im Zuge der Raumnot nach dem Zweiten Weltkrieg. Die Bevölkerung im neuen Stadtteil Keesburg wuchs in den 1950er Jahren stark an und Rufe nach der Errichtung einer eigenen Grundschule wurden laut. Am 3. September 1963 wurde die Keplerschule eingeweiht. Zunächst war sie eine rein katholische Bekenntnisschule, aber noch im Jahr der Einweihung öffnete man die Schule auch für Kinder evangelisch-lutherischen Bekenntnisses, zunächst mit Gastschulrecht. Die Schule wurde später in Goethe-Kepler-Schule umbenannt.
Bereits seit dem Beginn der Bauarbeiten wurde auf dem Gelände der Schule eine Sternwarte geplant. Sie ging auf die Initiative des Astronomen Otto Volk zurück. 1964 wurde die Sternwarte an die Universität Würzburg vermietet. Am 6. Mai 1966 konnte die Anlage eingeweiht werden. Die Volkssternwarte wurde nach und nach auch für andere Interessierte aus Würzburg und Umgebung geöffnet. Einen großen Beitrag leistete hierbei der Verein „Volkssternwarte Würzburg e. V.“, der 1985 gegründet wurde. → siehe auch: Volkssternwarte Würzburg

### Wetterwarte
Am 11. April 1981 wurde die Wetterwarte des Deutschen Wetterdienstes in der Matthias-Ehrenfried-Straße eingeweiht. In dem Bau sind Beobachtungs-, Nachrichten- und Funkräume untergebracht. Der Garten um den Bau enthält die Sende- und Windmasten für die Messungen. 1998 erweiterte man den Aufgabenbereich der Warte um den Radioaktivitäts-Messdienst. Seit 2016 bleibt die Wetterwarte Würzburg unbesetzt, die Daten werden automatisch nach Offenbach in das Zentralamt des Deutschen Wetterdienstes übermittelt.